# 1999 في فيتنام
فيما يلي قوائم الأحداث التي وقعت خلال عام 1999 في فيتنام.

## رياضة
- 1 يناير – كأس آسيا لكرة القدم للسيدات 1999 الفائز منتخب الصين لكرة القدم للسيدات.

## مواليد

### أبريل
- 19 أبريل – فان هو دوان لاعب كرة قدم فيتنامي.

## وفيات

### ديسمبر
- 1 ديسمبر – رايموند بيل (مواليد 1939) رجل إطفاء فرنسي.